# Jazz à Juan
 (novembre 2016).
Si vous disposez d'ouvrages ou d'articles de référence ou si vous connaissez des sites web de qualité traitant du thème abordé ici, merci de compléter l'article en donnant les références utiles à sa vérifiabilité et en les liant à la section « Notes et références ».
Le festival de jazz d'Antibes Juan-les-Pins, créé le 7 juillet 1960 par Jacques Souplet en collaboration avec Jacques Hebey, est créé après ceux de Nice (1948) et de Cannes (1958).

## La première édition de 1960
En 1960, les États-Unis, berceau du Jazz, sont les invités d'honneur du festival de jazz d'Antibes. Participent à cette première édition l'orchestre de Wilbur De Paris avec le bassiste Charlie Mingus, Bud Powell, Dizzy Gillespie ou encore Sister Rosetta Tharpe.
Le festival se déroule sur neuf soirées. Le programme comporte la "Grande finale du tournoi de jazz 1960" organisée par l'ORTF qui se déroule la veille de l'inauguration. C'est le quintet français Arrigo Lorrenzi qui remporte la coupe du tournoi amateur, mais ne pouvant être présent pour recevoir son prix il est classé hors compétition.
Durant le festival les musiciens en compétition doivent se produire en deux lieux différents : dans l'enceinte du stade Fort Carré d'Antibes et dans la Pinède Gould. Mais dès la prestation du 10 juillet 1960 donné en hommage à Sidney Bechet dans la Pinède, les organisateurs comme les musiciens privilégient ce site.
Palmarès de la première édition :
- Les vainqueurs de cette première édition sont le trio Pim Jacobs, Wim Overgaauw et Rita Reys représentant les Pays-Bas.
- Des prix sont également attribués aux orchestres de la Radio-Télévision yougoslave et hongroise.
- En individuel, Raymond Court de l'orchestre suisse Pierre Bouzu remporte le titre de "meilleur trompettiste européen de jazz".

## Autres éditions
Devant le succès remporté par la première édition de 1960, le festival d'Antibes est reconduit tous les ans. La manifestation connaît une récession en 1971 et 1972, période durant laquelle la ville de Nice en reprend l'organisation. En 1973, le festival est relancé à Juan-les-Pins par le producteur Norbert Gamsohn, son nouveau directeur artistique, et va progressivement acquérir une notoriété internationale.
Norbert Gamsohn y programme les plus grands noms mais apporte une ouverture de style qui fait la différence avec tous les autres festivals, permettant ainsi à de jeunes artistes et à de nouvelles musiques de s'exprimer. Il inaugure également la retransmission des concerts à la télévision, auxquels Jean-Christophe Averty apporte une touche unique et une diffusion sans précédent de la musique de jazz.
De 1960 à 1990 se succèdent notamment Louis Armstrong, Count Basie, George Benson, Paul Bley, Claude Bolling, Dollar Brand, Inge Brandenburg, Anthony Braxton, Dee Dee Bridgewater, Cab Calloway, Ray Charles, Stanley Clarke, John Coltrane, Chick Corea, Miles Davis, Fats Domino, Duke Ellington, Gil Evans, Ella Fitzgerald, Erroll Garner, Stan Getz, Dizzy Gillespie, Stéphane Grappelli, Lionel Hampton, John Lee Hooker, Al Jarreau, Keith Jarrett, Jack DeJohnette, B.B. King, Lee Konitz, Michel Legrand, James Brown, Charles Lloyd, Claude Luter, Les McCann, Liz McComb, John McLaughlin, Charles Mingus, Modern Jazz Quartet, Oscar Peterson, Pink Floyd, Bud Powell, Sonny Rollins, David Sanborn, Maxim Saury, Wayne Shorter, Nina Simone, Jimmy Smith, Martial Solal, Sister Rosetta Tharpe, Sarah Vaughan, Weather Report.
De 1992 à 2000, le festival souhaitant immortaliser ses légendes, des moules sont constitués à chaque passage des artistes : un dessin de Claude Nougaro gravé dans l'argile, les empreintes des mains de Ray Charles, Sonny Rollins, Oscar Peterson, Roy Haynes, George Benson, Keith Jarrett, Elvin Jones, ou encore de Michel Petrucciani. À l'origine de cette démarche, une idée de Victor Lévy-Perrault, à l'époque directeur de l'office de tourisme et directeur artistique du festival. Il est également à l'origine de celles des stars du palais des festivals de Cannes. Les artistes n'étaient pas rémunérés pour se prêter à ce jeu. La prise d'empreintes a été relancée en 2021, lors de la 60e édition du Festival.
En 2001, l'Office de tourisme, organisateur de l'événement, lance un appel d'offres pour la direction artistique du festival : il est remporté par Harry Lapp qui gardera cette fonction jusqu'en 2009. La direction générale de Jazz à Juan est assurée par Philippe Baute, directeur de l'Office de tourisme.
En 2010, à l'occasion du cinquantième anniversaire de la manifestation, le marché d'appel d'offre de l'Office du tourisme pour l'organisation du festival retient la candidature de la Société anonyme monégasque d'entreprises de spectacles (SAMES), filiale de la Société des bains de mer de Monaco (SBM), dirigée par Jean-René Palacio. 
Depuis 2021, un trio de conseillers assurent la direction artistique du festival. Il est composé de Jean-Noël Ginibre, Reno Di Matteo et Pascal Pilorget.

## Discographie "Live"

### Années 1960
- 1963 : Dizzy Gillespie, New Wave (en) (pistes 3 et 6), Philips Records
- 1964 : Ella Fitzgerald, Ella at Juan-Les-Pins (en), Verve
- 1965 : Woody Herman, Live in Antibes, (Import)
- 1965 : John Coltrane, Live in Antibes (en), France Radio Classic Concerts
- 1967 : Ella Fitzgerald et Duke Ellington, Ella and Duke at the Cote D'Azur (en), Verve
- 1967 : Duke Ellington, Soul Call (en), Verve
- 1968 : Mahalia Jackson, Live In Antibes, 1968, (import)
- 1968 : Count Basie, Live in Antibes-1968, France Radio Classic Concerts
- 1969 : Miles Davis, Miles Davis in Europe, CBS. Réédition en 1993 sous le titre de 1969 Miles, Festiva de Juan Pins, Sony
- 1969 : Nina Simone, To Love Somebody Live in Antibes, 1969

### Années 1970
- 1971 : Charles Lloyd, The Flowering (en), Atlantic Records
- 1973 : Marvin Peterson, Hannibal In Antibes, Enja
- 1974 : Muddy Waters, Live In Antibes, 1974, France Radio Classic Concerts
- 1974 : Freddy King, Live In Antibes, 1974, France Radio Classic Concerts
- 1976 : Charles Mingus, Mingus at Antibes, Atlantic Records

### Années 1980
- 1981 : René Urtreger, En Direct d'Antibes, Emarcy

### Années 1990
- 1995 : Dee Dee Bridgewater, Live in Antibes & Juan-Les-Pins, DVD, 149 min, Universal Music

### Années 2000
- 2003 : Keith Jarrett, Up for It, ECM
- 2004 : Archie Shepp and the Full Moon Ensemble (en), Live In Antibes Vol. 1 et 2, Abraxas

### Années 2010
- 2011 : Preservation Hall Jazz Band, Festival international de jazz d'Antibes-Juan les Pins-Vol 1 & 2, Sony
- 2011 : Christian Vander Alien Trio, Antibes 1983, Seventh New

## Jazz à Juan Révélations
De 2003 à 2012, l’Office de tourisme et des congrès d’Antibes Juan-les-Pins organise pendant le festival la cérémonie de récompenses Jazz à Juan Révélations. 

## Jammin'Juan
En 2017, l'Office de Tourisme créé un nouvel événement : Jammin'Juan, le marché des professionnels du Jazz. L’événement a pour but d’offrir une scène de showcase aux talents émergents du jazz, de leur permettre de se produire devant des décideurs (organisateurs de festival, directeurs de salle de concert, de clubs...), les médias et quelques passionnés de jazz.  